# پان پراک
پان پراک (یا پان پراگ، راجا، تایتانیک، ناسِ خارجی، پانِ عربی، ویتامین، ملوان زِبِل، پان اسفناج، گوتکا، به بلوچی: گڈکا) نوع جدیدی از مواد مخدر است که معمولاً به شکل آدامس و پاستیل یا به عنوان خوشبو کنندهٔ دهان به قیمت ارزان فروخته می‌شود. به‌نظر می‌رسد شبیه ماده مخدر ناس باشد و در کشورهایی مانند هند و پاکستان تولید می‌شود.

## زیان‌ها و خطرات
مصرف پان پراک سبب سرطان‌های حنجره و معده و نیز عقیم شدن مردان می‌شود. ادعا شده که این مادۀ‌ مخدر نخستین بار توسط دولت‌های هند و پاکستان با هدف کاهش جمعیت رو به تزاید این کشورها وارد بازار شده‌است.

## رواج در ایران
مصرف مادۀ مخدر پان پراک در بلوچستان ایران رواج دارد و با قیمت بسیار ارزان عرضه می‌شود. رواج این ماده سبب نگرانی فعالان مدنی بلوچستان شده‌است.

## نگارخانه

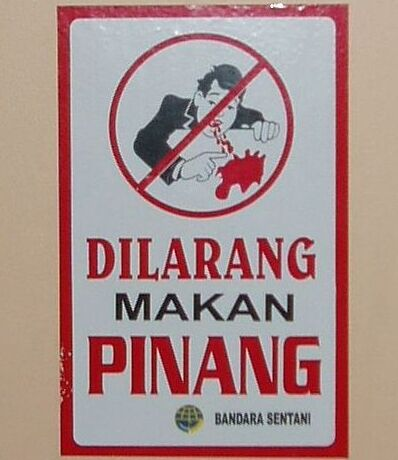
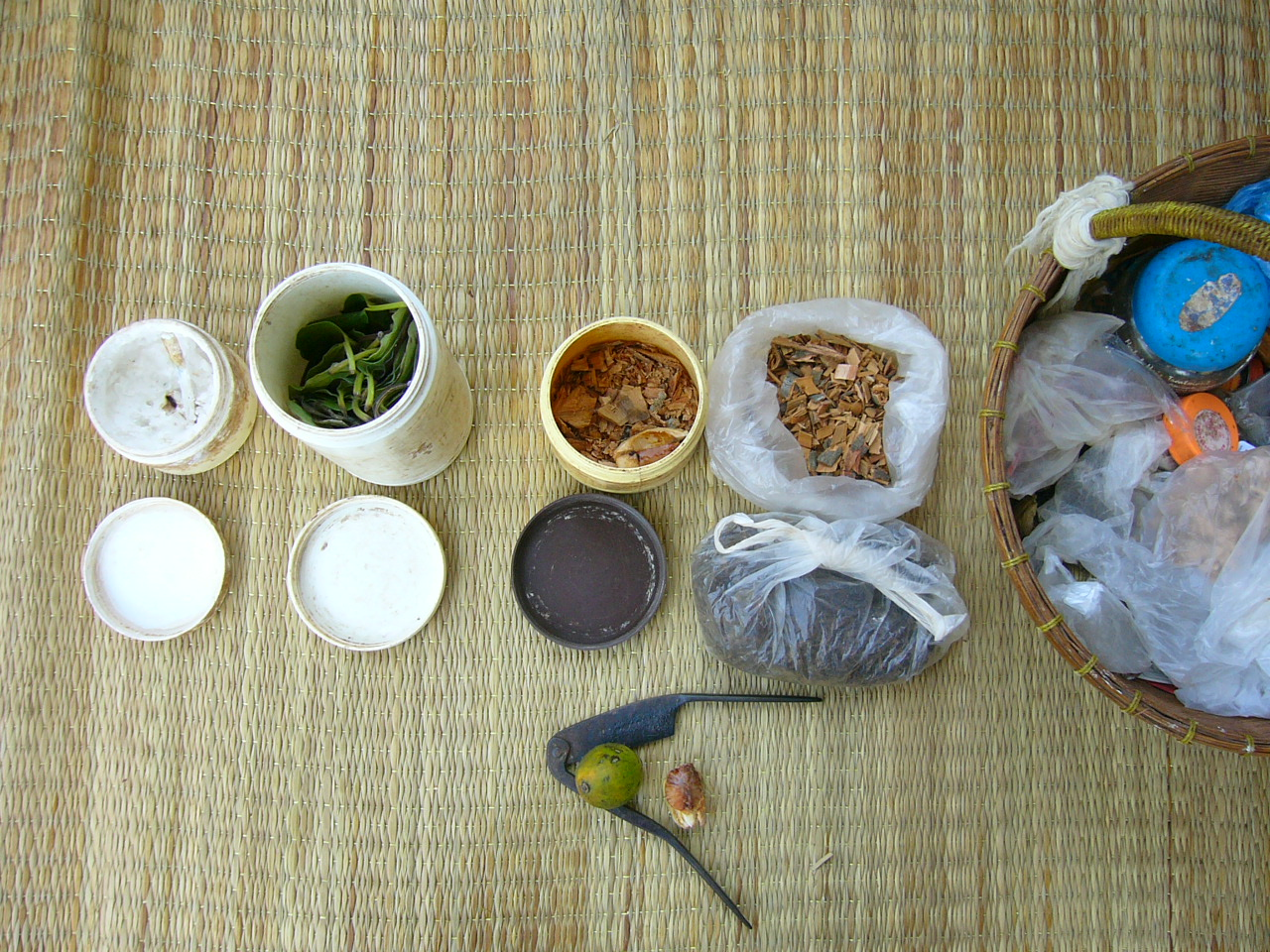
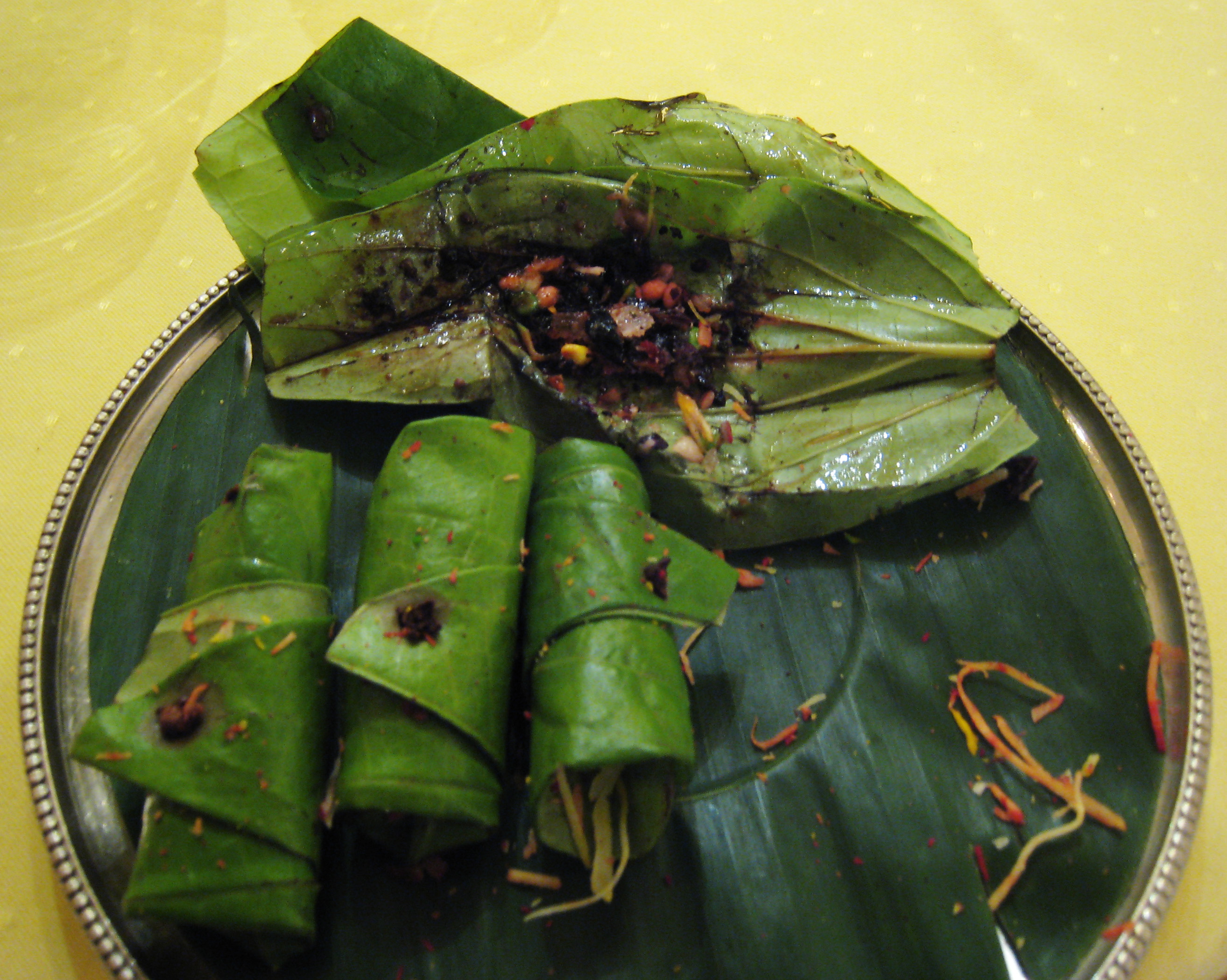
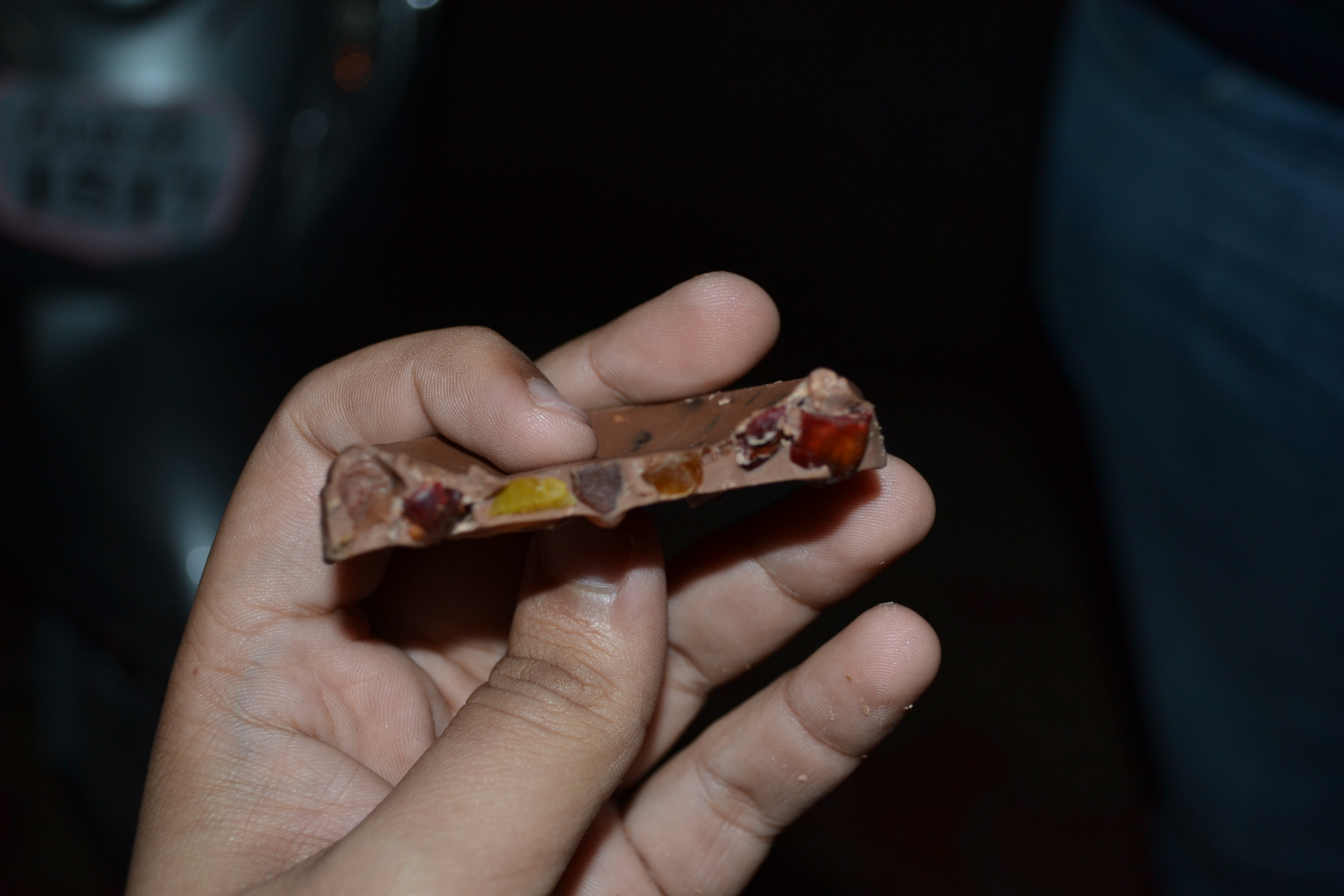
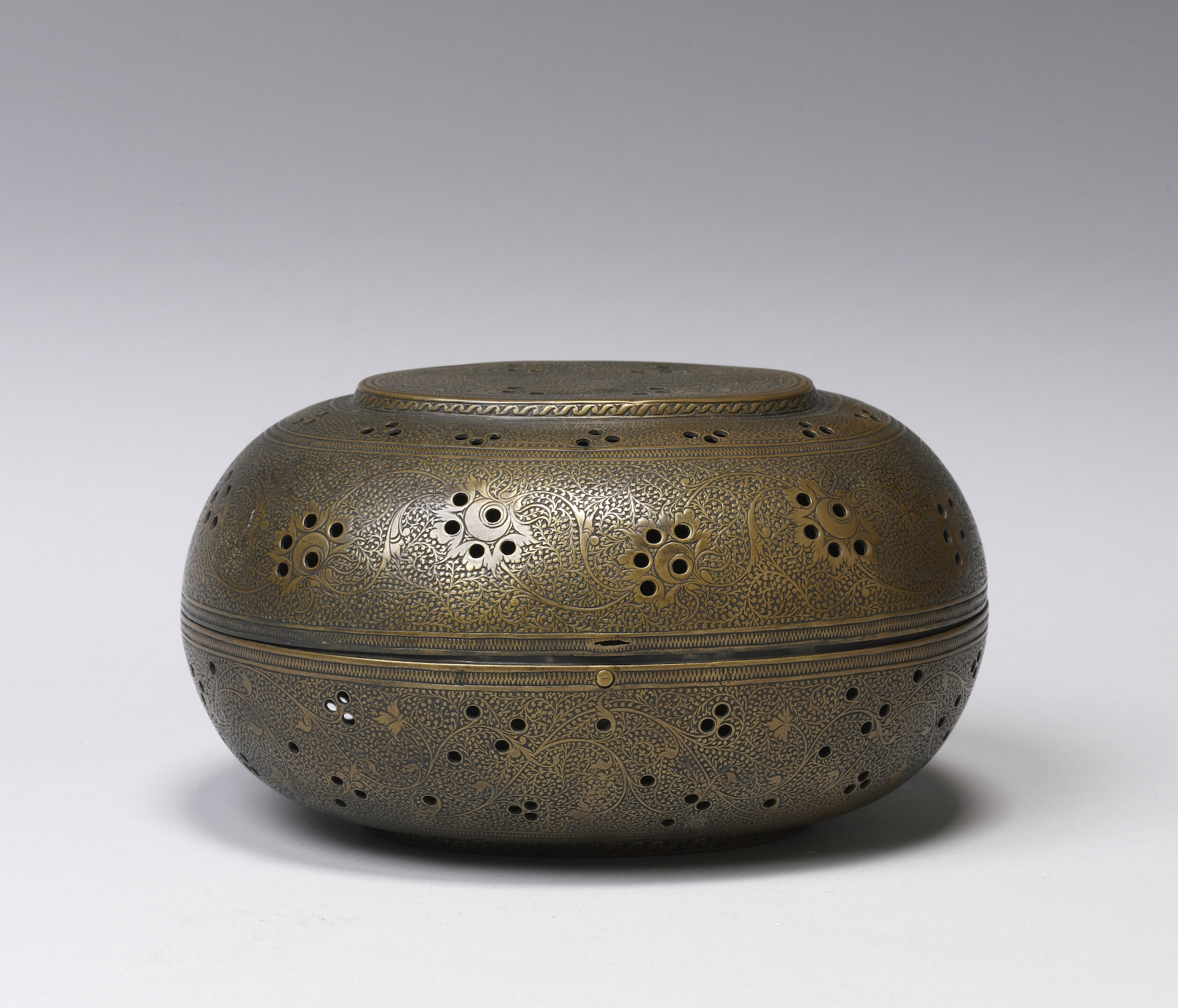